# 野尻坂峠
野尻坂峠（のじりざかとうげ）は、長野県上水内郡信濃町にある峠。標高は669m。峠には国道18号（北国街道）が通っており、周囲にはナウマンゾウで有名な野尻湖がある。また、『信州百峠』にも選ばれている。
古くから佐渡の金を江戸へ運ぶ道、善光寺への参拝の道、加賀藩などの参勤交代の道として使われていた。